# Nikolaus Presnik
Nikolaus Presnik (Friesach in Karinthië, 6 april 1962), ook gekend onder de artiestennaam Nik P.  is een Oostenrijkse popzanger en componist. Hij componeerde de hit Ein Stern (... der deinen Namen trägt), in Vlaanderen gekend door de versie van Stan Van Samang: Een Ster. 
Acht jaar nadat hij de song schreef die gebruikt werd tijdens de Grote Prijs van de Schlager, kwam de song begin 2007 in verschillende versies in de hitlijsten terecht, onder andere bij DJ Ötzi en Nic. De versie die hij samen met DJ Ötzi opnam werd een succesvolle single in Duitsland.
- Gemeinsame Normdatei: 135089808
- International Standard Name Identifier: 0000 0000 5831 6359
- MusicBrainz: 673e76a3-6897-4013-9b34-d6d444cd3099
- Virtual International Authority File: 79958127
- WorldCat: E39PBJkTdpyxJjdhFdRBpV74MP